# مون-سن-ایلر، کبک
مون-سن-ایلر (به فرانسوی: Mont-Saint-Hilaire) شهرکی در منطقه شهری لا وله-دو-ریشولیو ناحیه مونترژی در استان کبک کانادا است. در سرشماری سال ۲۰۱۱ این شهرک ۱۵٬۸۲۰ نفر جمعیت داشته‌است و مساحت آن ۳۸٫۹۶ کیلومتر مربع است.